# Sidney Kingsley
Sidney Kingsley (n. Sidney Kirschner, n. 22 octombrie 1906, New York City, New York, SUA – d. 20 martie 1995, Oakland⁠(d), New Jersey, SUA) a fost un dramaturg american. A primit Premiul Pulitzer pentru dramaturgie pentru piesa sa Men in White în 1934.  Piesa sa de teatru din 1935, Dead End, a fost ecranizată în 1937 ca Periferie (regia William Wyler). În 1950 a primit Premiul Edgar pentru cea mai bună piesă pentru Detective Story.

## Lucrări scrise
- 1933: Men in White
- 1935: Dead End[11][12]
- 1936: Ten Million Ghosts
- 1939: The World We Make
- 1943: The Patriots
- 1949: Detective Story
- 1951: Darkness at Noon (teatru & adaptare TV)[13]
- 1954: Lunatics and Lovers
- 1962: Night Life